# Kugururok
La rivière Kugururok est un cours d'eau d'Alaska, aux États-Unis situé dans le borough de Northwest Arctic. C'est un affluent de la rivière Noatak.

## Description
Longue de 60 milles (97 km), elle coule en direction du sud-sud-ouest vers la rivière Noatak à 40 milles (64 km) de Noatak dans la chaîne Brooks.
Son nom eskimo, qui signifie petite rivière a été référencé en 1911, par C.E. Griffin de l'United States Geological Survey.

## Sources
- (en) « Kugururok », Geographic Names Information System